# Миронов Дмитро Олегович
Дмитро Олегович Миронов (рос. Дмитрий Олегович Миронов, нар. 25 грудня 1965, Москва) — колишній радянський та російський хокеїст, що грав на позиції захисника. Грав за збірні СРСР, СНД та Росії.
Олімпійський чемпіон. Володар Кубка Стенлі. Провів понад 600 матчів у Національній хокейній лізі. 
Проживає в Торонто, де займається бізнесом.

## Ігрова кар'єра
Хокейну кар'єру розпочав на батьківщині 1985 року виступами за команду ЦСКА (Москва).
1991 року був обраний на драфті НХЛ під 160-м загальним номером командою «Торонто Мейпл-Ліфс». 
Протягом професійної клубної ігрової кар'єри, що тривала 17 років, захищав кольори команд ЦСКА (Москва), «Крила Рад» (Москва), «Торонто Мейпл-Ліфс», «Піттсбург Пінгвінс», «Майті Дакс оф Анагайм», «Детройт Ред-Вінгс» та «Вашингтон Кепіталс».
Загалом провів 631 матч у НХЛ, включаючи 75 ігор плей-оф Кубка Стенлі.
1991 року провів 15 матчів у складі збірної СРСР. 1992 року у складі Об'єднаної команди став олімпійським чемпіоном на зимових іграх в Альбервілі, де зіграв у всіх 8 іграх турніру. Згодом виступав за збірну Росії, провів 18 ігор в її складі.

## Нагороди та досягнення
- Олімпійський чемпіон — 1992
- Чемпіон СРСР у складі ЦСКА — 1987.
- Володар Кубка європейських чемпіонів у складі ЦСКА — 1987.
- Володар Кубка ліги у складі «Крила Рад» (Москва) — 1989.
- Володар Кубка Стенлі в складі «Детройт Ред-Вінгс» — 1998.
- Учасник матчу усіх зірок НХЛ — 1998.

## Статистика

### Клубні виступи
| Сезон        | Клуб                    | Ліга         | Регулярний сезон | Регулярний сезон | Регулярний сезон | Регулярний сезон | Регулярний сезон | Плей-оф | Плей-оф | Плей-оф | Плей-оф | Плей-оф |
| Сезон        | Клуб                    | Ліга         | І                | Г                | П                | О                | ШХ               | І       | Г       | П       | О       | ШХ      |
| ------------ | ----------------------- | ------------ | ---------------- | ---------------- | ---------------- | ---------------- | ---------------- | ------- | ------- | ------- | ------- | ------- |
| 1985–86      | ЦСКА (Москва)           | СРСР         | 9                | 0                | 1                | 1                | 8                | —       | —       | —       | —       | —       |
| 1986–87      | ЦСКА (Москва)           | СРСР         | 20               | 1                | 3                | 4                | 10               | —       | —       | —       | —       | —       |
| 1987–88      | «Крила Рад» (Москва)    | СРСР         | 44               | 12               | 6                | 18               | 14               | —       | —       | —       | —       | —       |
| 1988–89      | «Крила Рад» (Москва)    | СРСР         | 44               | 5                | 6                | 11               | 44               | —       | —       | —       | —       | —       |
| 1989–90      | «Крила Рад» (Москва)    | СРСР         | 45               | 4                | 11               | 15               | 34               | —       | —       | —       | —       | —       |
| 1990–91      | «Крила Рад» (Москва)    | СРСР         | 45               | 16               | 12               | 28               | 22               | —       | —       | —       | —       | —       |
| 1991–92      | «Торонто Мейпл-Ліфс»    | НХЛ          | 7                | 1                | 0                | 1                | 0                | —       | —       | —       | —       | —       |
| 1991–92      | «Крила Рад» (Москва)    | СРСР         | 35               | 15               | 16               | 31               | 62               | —       | —       | —       | —       | —       |
| 1992–93      | «Торонто Мейпл-Ліфс»    | НХЛ          | 59               | 7                | 24               | 31               | 40               | 14      | 1       | 2       | 3       | 2       |
| 1993–94      | «Торонто Мейпл-Ліфс»    | НХЛ          | 76               | 9                | 27               | 36               | 78               | 18      | 6       | 9       | 15      | 6       |
| 1994–95      | «Торонто Мейпл-Ліфс»    | НХЛ          | 33               | 5                | 12               | 17               | 28               | 6       | 2       | 1       | 3       | 2       |
| 1995–96      | «Піттсбург Пінгвінс»    | НХЛ          | 72               | 3                | 31               | 34               | 88               | 15      | 0       | 1       | 1       | 10      |
| 1996–97      | «Піттсбург Пінгвінс»    | НХЛ          | 15               | 1                | 5                | 6                | 24               | —       | —       | —       | —       | —       |
| 1996–97      | «Майті Дакс оф Анагайм» | НХЛ          | 62               | 12               | 34               | 46               | 77               | 11      | 1       | 10      | 11      | 10      |
| 1997–98      | «Майті Дакс оф Анагайм» | НХЛ          | 66               | 6                | 30               | 36               | 115              | —       | —       | —       | —       | —       |
| 1997–98      | «Детройт Ред-Вінгс»     | НХЛ          | 11               | 2                | 5                | 7                | 4                | 7       | 0       | 3       | 3       | 14      |
| 1998–99      | «Вашингтон Кепіталс»    | НХЛ          | 46               | 2                | 14               | 16               | 80               | —       | —       | —       | —       | —       |
| 1999–00      | «Вашингтон Кепіталс»    | НХЛ          | 73               | 3                | 19               | 22               | 28               | 4       | 0       | 0       | 0       | 4       |
| 2000–01      | «Вашингтон Кепіталс»    | НХЛ          | 36               | 3                | 5                | 8                | 6                | —       | —       | —       | —       | —       |
| 2000–01      | «Х'юстон Аерос»         | ІХЛ          | 3                | 2                | 0                | 2                | 2                | —       | —       | —       | —       | —       |
| Усього в НХЛ | Усього в НХЛ            | Усього в НХЛ | 556              | 54               | 206              | 260              | 568              | 75      | 10      | 26      | 36      | 48      |

### Збірна
| Рік                | Команда            | Турнір             | Місце              | І  | Г | П | О  | ШХ |
| ------------------ | ------------------ | ------------------ | ------------------ | -- | - | - | -- | -- |
| 1991               | СРСР               | ЧС                 | 3                  | 10 | 4 | 2 | 6  | 6  |
| 1991               | СРСР               | КК                 | 5-е                | 5  | 0 | 1 | 1  | 4  |
| 1992               | СНД                | ОІ                 | 1                  | 8  | 3 | 1 | 4  | 6  |
| 1992               | Росія              | ЧС                 | 5-е                | 6  | 1 | 1 | 2  | 6  |
| 1998               | Росія              | ОІ                 | 2                  | 6  | 0 | 3 | 3  | 0  |
| 2000               | Росія              | ЧС                 | 11-е               | 6  | 0 | 0 | 0  | 4  |
| Національна збірна | Національна збірна | Національна збірна | Національна збірна | 41 | 8 | 8 | 16 | 26 |

## Сім'я
Старший брат Бориса Миронова.
Син Дмитра Єгор навчається в Ніагарському університеті та виступає за університетську хокейну команду. Дочка Ніколь захоплюється волейболом.